# Louis Dupré (filosoof)
Louis Dupré (Veerle, 16 april 1925 - Kortrijk, 11 januari 2022) was een Vlaams-Amerikaans filosoof en hoogleraar aan de Yale-universiteit USA.

## Leven en werk
Hij studeerde wijsbegeerte aan de KULeuven waar hij in 1954 het doctoraat behaalde met een studie over marxistische wijsbegeerte. Het vertrekpunt der Marxistische Wijsbegeerte: De kritiek op Hegels staatsrecht werd in 1956 bekroond met de tweejaarlijkse J.M. Huygheprijs. Na een studieverblijf in Kopenhagen, waar hij zijn boek over Kierkegaard voorbereidde, emigreerde Dupré in 1958 naar de USA. Hij kreeg een benoeming aan de Georgetown University in Washington D.C., waar hij moderne filosofie doceerde tot hij in 1973 werd benoemd aan Yale University tot T. Lawrason Riggs Professor in de godsdienstfilosofie. Een tijd lang was hij voorzitter van de American Catholic Philosophical Association en ook van de Hegel Society of America. In 1981 ontving hij de Prijs De Standaard voor Terugkeer naar innerlijkheid, de door Edith Cardoen vertaalde en bewerkte versie van Transcendent Selfhood (1976). Inmiddels Amerikaans staatsburger geworden, werd Louis Dupré in 1989 benoemd tot buitenlands lid van de Koninklijke Vlaamse Academie van België voor Wetenschappen en Kunsten. In 1994 werd hij lid van de American Academy of Arts and Sciences. Hij ging op emeritaat in 1998 en vestigde zich in 2010 te Kortrijk, waar hij al jarenlang deeltijds verblijf hield.
Tot de belangrijkste publicaties van Louis Dupré behoort zijn magistrale trilogie over het ontstaan en de ontwikkeling van de moderniteit. Passage to Modernity (1993) was het eerste en meest bekende deel, gevolgd door The Enlightenment and the Intellectual Foundations of Modern Culture (2004) en als sluitstuk The Quest of the Absolute: Birth and Decline of European Romanticism (2013). Daarnaast bestudeerde hij de betekenis en de plaats van religie in de moderne cultuur en hij belichtte in verschillende publicaties het belang van religieuze symbolen, religieuze innerlijkheid en mystiek. 
Dupré was gastprofessor aan tal van universiteiten in de Verenigde Staten en in Europa, onder meer aan University of Notre Dame (Indiana, USA), KULeuven, University College Dublin en Istituto Italiano per gli Studi Filosofici (Napels).

## Prijzen en onderscheidingen
- J.M. Huygheprijs 1956 voor de doctorale dissertatie Het vertrekpunt der marxistische wijsbegeerte: de kritiek op Hegels staatsrecht
- Prijs De Standaard 1982 voor Terugkeer naar innerlijkheid
- DEVANE medaille 1996 voor uitmuntend onderwijs en onderzoek, toegekend door de Phi Beta Kappa Society Yale
- Eredoctoraten: Loyola College (Baltimore), Sacred Heart College (Fairfield, CT), Georgetown University (Washington DC), Siena College (Albany, NY), St. Michaels College (Vermont), Regis College (Toronto), Marquette University (Milwaukee, Wisconsin).

## Huldeboek
- Peter J. Casarella & George P. Schner (eds.), Christian Spirituality and the Culture of Modernity. The Thought of Louis Dupré, William B. Eerdmans Publishing Company, Grand Rapids, Michigan/Cambridge, U.K., 1998.